# Маргарета фон Хохщаден
Маргарета фон Хохщаден (на немски: Margarete/ Margareta von Hochstaden, Margarethe von Are-Hostaden; * пр. 1214; † 30 януари 1314 в Хюкесваген) е графиня от Аре-Хохщаден и чрез женитба графиня на Берг.

## Биография
Тя е дъщеря на граф Лотар I фон Аре-Хохщаден († пр. 1214) и съпругата му Матилда (Мехтилд) фон Вианден († 1241), дъщеря на граф Фридрих III фон Вианден († 1220) и Мехтилд фон Нойербург († сл. 1200). Тя е сестра на Кьолнския архиепископ Конрад фон Хохщаден († 1261), който 1248 г. поставя строителния камък за Кьолнската катедрала. Далечна роднина е на Хоенщауфените.
Маргарета фон Хохщаден се омъжва 1240 г. за граф Адолф IV фон Берг († 22 април 1259), който управлява графството Берг от 1246 до 1259 г. След смъртта на Адолф през 1259 г. тя взема графството Хюкесваген, което е заложено на графството Берг. На 6 юли 1260 г. тя получава графството Хюкесваген към графството Берг от братята Франко и Хайнрих фон Хюкесваген, които отиват да живеят в Моравия.
Тя живее първо със синът си Адолф V в дворец Берг, но след това отива във вдовишката си резиденция замък Хюкесваген (по-късно дворец Хюкесваген), където умира на 30 януари 1314 г. на почти 100 години.

## Фамилия
Маргарета фон Хохщаден се омъжва 1240 г. за граф Адолф IV фон Берг († 22 април 1259) от Дом Лимбург-Арлон. Те имат децата:
- Енгелберт († сл. 1283), пропст, приор в Св. Куниберт, Кьолн (1280 – 1283)
- Конрад I († 25 май 1313), епископ на Мюнстер (1306 -1310)
- Валрам фон Лимбург († сл. 1283), пропст, приор в Св. Куниберт, Кьолн (1280 – 1283)
- Вилхелм I († 16 април 1308), женен пр. 24 юли 1299 г. за Ирмгард фон Клеве (* ок. 1266; † 11 май 1319)
- Адолф V († 28 септември 1296), женен на 17 март 1249 г. за Елизабет фон Гелдерн († 31 март 1313)
- Ирмгард († 22/24 март 1294), омъжена ок. 29 януари 1273 г. за граф Еберхард I фон Марк († 1308)
- Хайнрих († ок. 1295), господар на Виндек, женен за Агнес фон Марк († сл. 9 юни 1258)